# Secundino Darquea
José Secundino Darquea Iturralde (Ambato, 29 de enero de 1823 - Guayaquil, 16 de mayo de 1889) fue un militar y político ecuatoriano que ejerció el cargo de ministro de defensa, teniendo un papel destacado durante la guerra civil de 1859 - 1860,la época garciana, y la época progresista.

## Biografía

### Infancia
Nació en la ciudad de Ambato el 29 de enero de 1822, de don Pedro Alcántara Darquea Endara y de doña Leonor Iturralde y Granda-Suárez, fue el sexto hijo y el tercer varón del matrimonio, durante la época de la guerra de la independencia, en aquel año el general Antonio José de Sucre había arribado desde Venezuela para liberar el Departamento de Quito contra las fuerzas españolas del general Melchor Aymerich.

## Dominación Floreana
A la edad de apenas 12 años se alistó voluntariamente en unos de los regimientos del Ejército del Ecuador precisamente en el Batallón No. 2 de Línea, que se encontraba en la misma ciudad donde el nació.

### Revolución de los Chihuahuas
Se puso al mando de las fuerzas de los generales Fernando Ayarza y Antonio Martínez Pallares, en aquella época tuvo lugar la primera guerra civil del Ecuador, la cual se vio finalizada con la derrota del abogado José Félix Valdivieso ante el ejército del presidente Juan José Flores en la Batalla de Miñarica que tuvo lugar en su ciudad natal.

## Época Marcista
Dado el valor mostrado a su temprana edad en la revolución de los chihuahuas, formó parte del ejército ecuatoriano de los presidentes Vicente Rocafuerte y Juan José Flores, a la edad de 24 años obtuvo el rango de subteniente, posteriormente en 1841 fue promovido a Capitán.

### Revolución marcista
En 1845 se dio inicio la Revolución marcista en respuesta a la nueva carta magna del presidente Juan José Flores, atrincherados tuvo que acompañar al presidente Juan José Flores a su hacienda "La Elvira" en Babahoyo, donde a servicio del general Tomas Carlos Wright combatió a las fuerzas revolucionarias del general José María Urbina y Antonio Elizalde, finalmente acabarían derrotados dando fin al dominio floreano.

### Revolución del 17 de julio
A pesar de ser parte de las fuerzas del presidente Juan José Flores, se le absolvió de todos los cargos tras la implementación de los Tratados de Virginia, con el nuevo gobierno hizo parte de las fuerzas del general Francisco Robles, durante el gobierno de Diego Noboa apoyo el golpe de Estado del general José María Urbina, que depuso de su cargo a los conservadores y los floréanos.

## Guerra Civil 1859 - 1860
Dio servicio de edecán durante la presidencia de José María Urbina,tras la victoria electoral del general Francisco Robles,se desvinculó de la carrera militar en 1857, sin embargo en 1858 el presidente Francisco Robles provocó una crisis diplomática con el presidente peruano Ramón Castilla,al ceder a acreedores ingleses la explotación de territorios amazónicos disputados entre Ecuador y Perú,dando lugar a la invasión del ejército peruano a las costas de Guayaquil,en medio del caos interno su hermano el comandante Francisco Darquea apoyando al general Manuel Tomás Maldonado buscaron arrestar al presidente Francisco Robles, pero acabó asesinado por el general Guillermo Franco.
Durante frustrado intento de su hermano por capturar al presidente Francisco Robles, el doctor Gabriel García Moreno lo invitó a que formará parte de las fuerzas del Triunvirato Quiteño, participó en la batalla de Tumbuco contra las fuerzas del gobierno del general José María Urbina y Fernando Ayarza, lo que finalizó en una derrota del ejército de García Moreno, la captura del general Ignacio de Veintimilla y la disolución del Triunvirato,sin embargo Gabriel García Moreno formaría en la capital del País, una nueva junta conocida como el Gobierno Provincial de Quito,por orden de las autoridades junto al comandante Antonio Martínez Pallares combatió contra el ejército del capitán Manuel Cerda y el coronel Matías León en la Batalla de Quito, que culminó en una aplastante victoria del ejército de Moreno.
Posteriormente fue enviado junto al general Manuel Tomas Maldonado a reconquistar la ciudad de Cuenca que estaba siendo defendida por el general Fernando Ayarza, en nueva victoria lograron tomar el control de la ciudad como capturar al general Fernando Ayarza cuyo ejército huyó del campo de batalla,brevemente buscó desertar del ejército del Gobierno de Quito debido al castigo por flagelación al general Fernando Ayarza ordenada por Gabriel García Moreno, sin embargo desistiría de ello manteniéndose fiel a García Moreno, tras el retorno del expresidente Juan José Flores al país formó parte de los batallones para la batalla de Babahoyo que acabó con la derrota de Guillermo Franco quien buscó refugiarse en Guayaquil.
Participaría en la última batalla de la guerra civil comandando las fuerzas del general Juan José Flores, en un combate turbulento donde el ejército franquista sufrió la traición del comandante Pedro Pablo Echeverría, el general Guillermo Franco junto al coronel Cornelio Vernaza y su sobrino el capitán José María Robles huyeron del campo de batalla saltando al río guayas donde serían salvados por buques peruanos que se encontraban cerca del puerto,con la victoria del ejército de Gobierno Provincial de Quito se puso fin a la crisis interna como a la época marcista,dada su participación y valor en la guerra Gabriel García Moreno junto a las autoridades del gobierno le otorgarían la medalla de "La Cruz del Paso del Salado".

## Época Garciana
Tras el triunfo de las fuerzas de Gabriel García Moreno se daría inicio a la época garciana, un año después de la batalla de Guayaquil se conformó una asamblea constituyente convocada por el Gobierno Provisorio donde se redactó una nueva carta magna en reemplazo de la constitución marcista,en la asamblea asumió el cargo de uno de los cuatro diputados de Guayaquil,tras la guerra colombo ecuatoriano que finalizó en una dura derrota del ejército comandando por el general Juan José Flores,fue nombrado en el mes de diciembre de 1863 a General de Brigada, un año después junto al general Francisco Salazar y el comandante Francisco Sánchez formó parte de la comisión que desmantelo las rebeliones del capitán Eloy Alfaro, el general Manuel Tomás Maldonado, y el general José María Urbina.
En 1866 debido al nuevo intento del general Francisco Robles por impedir la posición del presidente Jerónimo Carrión durante el combate de Jambelí, por presiones de Gabriel García Moreno y aprovechando su amistad con Jerónimo Carrión, lo designaron Comandante General del Guayas, el 16 de enero de 1869 Gabriel García Moreno temerosos de que el general José María Urbina nuevamente encabezara una nueva rebelión al gobierno, la cual su partidario el presidente Javier Espinosa no daba importancia encabezó un golpe de Estado, la estrategia militar de García Moreno causó una fuerte inconformidad parte del bando militar, dos meses después fue enviado por órdenes de García Moreno a tomar el control de la zona de Guayaquil.
El 19 de marzo estalló una contrarrevolución encabezada por el general José de Veintemilla hermano de Ignacio de Veintemilla, quien ordenó su captura donde lo conduciría al primer piso del Cuartel de Artillería, donde fue atado a una silla y fue dejado bajo la custodia de un soldado, mientras permanecía prisionero convenció al soldado de que se le aplicaría la amnistía si lo liberara, en el momento que José de Veintemilla volvió al primer piso el soldado le disparó matándolo de contado y poniendo fin de esta manera a la revolución,en el mes de mayo de ese año fue candidato a la presidencia donde obtuvo solo un voto, en dicha elección García Moreno se proclamó nuevamente presidente,y se promulgó una nueva carta magna,sin embargo debido a su valor al detener el golpe de Estado lo nombraría Ministro de Defensa cargo que ocupó hasta 1871,también por órdenes del presidente fue encargado del arresto y censura del escritor Juan Montalvo, quien junto a Mariano Mestanza y Manuel Semblantes abandonaron el país a Ipiales.
En 1871 en la provincia de Chimborazo el líder puruwa Fernando Daquilema proclamado Rey del Cacha junto a Manuela León y Julián Manzano encabezó una sublevación de las comunidades de indígena, en respuesta a la explotación laboral y los pagos tributarios, lo que llevó al presidente García Moreno a enviarlo junto al coronel Ignacio Paredes a detener la rebelión indígena, lo que culminó con la derrota de las comunidades como la ejecución de Fernando Daquilema, Manuela León y Julián Manzano, se mantuvo a las órdenes del presidente Gabriel García Moreno, hasta su magnicidio el 6 de agosto de 1875.

## Época Progresista
La muerte del presidente Gabriel García Moreno puso fin a la época garciana,precipitando a que buscara aislarse de todo cargo político del Ecuador, intentó renunciar al cargo de general de Brigada, sin embargo se abstuvo de renunciar tras el nombramiento del nuevo ministro de defensa el general Julio Sáenz tras la renuncia del general Francisco Salazar con el nombramiento de la presidencia el jurisconsulto Antonio Borrero.

### Revolución de Veintimilla
En 1876 tras la noticia del magnicidio de Gabriel García Moreno, y dejando fuera la principal figura del garcianismo,tuvo lugar un nuevo golpe de Estado contra el presidente Antonio Borrero por parte del general Ignacio de Veintemilla, con el apoyo de los generales José María Urbina y Francisco Robles, durante el golpe de Estado descubrió una conspiración entre Ignacio de Veintimilla con el Comandante General de la plaza de Guayaquil Ramón Borrero hermano de Antonio Borrero, descubierto y derrotado por el general Ignacio de Veintimilla lo desterraron del país a la ciudad de Lima.

### Guerra Civil 1882 - 1883
Estuvo en el exilio hasta 1883 cuando tuvo lugar una nueva guerra civil entre las fuerzas de Ignacio de Veintimilla,contra los rebeldes conservadores y liberales comandadas por al abogado Antonio Flores Jijón,la cual buscaban derrocarlo por su abuso de poder durante su gobierno,bajó un comunicado de parte de sus antiguos compañeros Reinaldo Flores Jijón y Julio Sáenz de formar parte de la revolución,llegó a la provincia del Oro donde comandó aun ejército de 340 soldados que combatió contra las fuerzas del general Víctor Fiallo,después de dos meses de combate avanzó a la ciudad de Guayaquil derrotando a las fuerzas de Ignacio de Veintimilla, comunicándose con el ejército de Antonio Flores Jijón de la toma de la ciudad,al finalizar la guerra nuevamente asumiría el cargo de general bajo órdenes del abogado José María Plácido Caamaño quien sería elegido presidente del país.

### Revolución de los Chapulos
A pesar de la derrota del general Ignacio de Veintimilla y la elección de José María Plácido Caamaño,tuvo lugar un intento revolucionario por parte del partido liberal que desconocían la elección presidencial, bajo las órdenes del general Reinaldo Flores Jijón comandaron a las fuerzas del gobierno que avanzaron a las provincias de Los Ríos, Manabí y Esmeraldas, la revolución de los chapulos se vería diezmada con la ejecución del capitán Nicolás Infante Díaz y el exilio forzado de Eloy Alfaro, Luis Vargas Torres junto a los demás líderes de la rebelión, la última acción militar que estuvo al frente fue cuando detuvo al coronel Antonio Hidalgo quien al intentar continuar la revolución dispersando a la ciudad de Guayas al buscar tomarse el cuartel de Artillería.

### Muerte
Al año siguiente dada su avanzada edad se retiraría finalmente de la vocación militar siendo reemplazado por el general Reinaldo Flores Jijón, se mudaría a la ciudad de Guayaquil donde murió el 16 de mayo de 1889.